# Моглица (Албанија)
Моглица (алб. Moglicë) је насељено место у општини Либражд у округу Елбасан, Албанија. Према попису из 1989. године било је 186 становника.
Моглица се понекад сматра делом области Голо брдо.